# Chorramdarreh (Verwaltungsbezirk)
Chorramdarreh (persisch شهرستان خرمدره) ist ein Schahrestan in der Provinz Zandschan im Iran. Er enthält die Stadt Chorramdarreh, welche die Hauptstadt des Verwaltungsbezirks ist. 

## Demografie
Bei der Volkszählung 2016 betrug die Einwohnerzahl des Schahrestan 67.951. Die Alphabetisierung lag bei 88 Prozent der Bevölkerung. Knapp 81 Prozent der Bevölkerung lebten in urbanen Regionen.
| Zensusjahr | Einwohnerzahl |
| ---------- | ------------- |
| 2011       | 65.166        |
| 2016       | 67.951        |